# Alaskozetes antarcticus
Alaskozetes antarcticus es una especie de ácaro de la familia de las Ameronothridae conocida por resistir temperaturas extremadamente bajas, próximas a los 0 grados °C. El nombre de su género deriva de «Alaska» y el nombre de su especie de «Antártida» por evocar ambos sus hábitats extremos.

## Descripción
Se trata de un pequeño arácnido que desarrolla su ciclo vital a lo largo de entre 5 y 7 años. Representa un caso de adaptación sorprendente entre los artrópodos.

## Distribución
Se encuentra sobre las rocas de toda la península Antártica, en el continente antártico.

## Sub-especies
Existen tres sub-especies de Alaskozetes antarcticus:
- A. a. antarcticus
- A. a. grandjeani
- A. a. intermedius

Una clasificación alternativa le engloba en el orden Oribatida (del clado Sarcoptiformes), el suborden Brachypylina (Hull, 1918), en el infraorden Pycnonoticae (Grandjean, 1954), formando la superfamilia Ameronothroidea (Willmann, 1931) (3 familias).